# تونی مک‌فی
تونی مک‌فی (انگلیسی: Tony McPhee; ۲۳ مارس ۱۹۴۴ – ۶ ژوئن ۲۰۲۳) موسیقی‌دان، نوازنده گیتار و خواننده اهل بریتانیا بود.